# Хептархија
Хептархија (грч. ἑπτά + ἀρχή = седам држава, седмовлашће) је историографски термин који се односи на англосаксонске краљевине у данашњој јужној, источној и централној Енглеској у позној антици и раном средњем веку. Под хептархијом се обично подразумевају: Весекс, Есекс, Источна Англија, Кент, Мерсија, Нортамбрија, Сасекс. Побројане англосаксонске краљевине на крају су уједињене у Краљевину Енглеску.
Термин хептархија користи се од 16. века, али се првобитна идеја да је било свега седам англосаксонских држава приписује енглеском историчару из 12. столећа Хенрију из Хантингдона. Он је први употребио израз хептархија у свом делу Историја Енглеза (лат. Historia Anglorum). 

## Дефиниција и историчност концепције о хептархији
Под периодом хептархије се обично сматра раздобље од око 500. до око 850. године, оквирно од времена након одласка римских легија до владавине краља Весекса Егберта под чијом влашћу су англосаксонске краљевине уједињене.
Иако сам назив хептархија сугерише постојање седам краљевина, број англосаксонских држава није био сталан пошто су се краљеви надметали за превласт. Тако су крајем 6. века краљеви Кента били знатни владари на југу Енглеске, у 7. веку владари Нортумбрије и Весекса су били врло моћни, док је у 8. веку Мерсија наметнула хегемонију осталим краљевинама. Чак и у тако позном периоду као што је било доба владавине краљева Еадвига и Едгара (955—975) још увек се могло говорити о засебним краљевствима у оквиру Енглеске.
Завршетак раздобља хептархије био је, у реалности, постепен процес. Током 9. века, упади Викинга, захваљујући којима настаје данска енклава у Јорку, а затим и Област данског права, су се окористили међусобицама између старих краљевина. Услед потребе за отпором заједничком непријатељу, владар Весекса Алфред Велики се крајем 9. века кроз борбу против Данаца наметнуо за вођу свих Англосаксонаца. Низ краљева Весекса, а нарочито Етелстан, постепено су јачали јединство Енглеске као унитарне државе. У време доласка на престо краља Едгара 959. године истовремено је дошло до урушавања Мерсије и покоравања Нортумбрије стара краљевства су у пракси уклопљена у једно јединствено. 
Новија истраживања показала су да поједине хептархијске државице (у првом реду Есекс и Сасекс) нису биле у рангу са осталима. Такође, уз седам традиционалних краљевина постојао је и читав низ других политичких творевина које су имале важнију улогу него што се обично мисли. Такве краљевине (или подкраљевине) биле су, рецимо, Берниција и Деира унутар Нортумбрије, Линдзи у данашњем Линколнширу, Хвике у јужном Мидлендсу, Магонсет, подкраљевство у оквиру Мерсије, у данашњем Херефордширу, Витвара, јитска краљевина на острву Вајт, која је, бар у почетку, била подједнако значајна као и Кантвара у Кенту, Центална Англија је престављала скупину племена у данашњем Лестерширу, а касније је потпала под власт Мерсије. Хејстингас, у околини Хејстингса у Сасексу, и Гевисе, саксонско племе у данашњем јужном Хемширу, касније су створили краљевину Весекс.
Већ почетком 20. века сам термин хептархија сматран је незадовољавајућим, а бројни историчари га више и не користе сматрајући га недовољно прецизним за период на који се, традиционално, односи. Ипак, и даље се повремено користи као термин за један период у историји Енглеске.

## Списак англосаксонских краљевина
Четири водеће краљевине/монархије у англосаксонској Енглеској:
- Весекс
- Источна Англија
- Мерсија
- Нортамбрија, са два подкраљевства Берниција и Деира

Остале важније државе које су, у неком периоду, потпале под власт друге државе:
- Есекс
- Кент
- Сасекс

Друге мање краљевине и државице:
- Витвара на острво Вајт
- Вреоценсати
- Думнонија (део Весекса у каснијем раздобљу)
- Краљевина Инклингас, држава претходница Мерсије
- Краљевина Линдзи
- Магонсет
- Меонвара, јитско племе у Хемпширу.
- Сари, саксонска племена и подкраљевство;
- Томсјети
- Хвике
- Хејстингас
- Централна Англија

## Приписани грбови
Иако су историјске државе из периода хептархије нестале са историјске позорнице пре појаве хералдике, у модерном периоду англосаксонским државама су приписани апокрифни грбови.
Краљевини Есекс, на пример, био је приписан црвени штит са три закривљена једносекла мача ("seaxes"). Овај грб користиле су грофовије Есекс и Мидлсекс све до 1910. године, када се веће грофовије Мидлсекс званично пријавило за добијање грба Хералдичком колегијуму (енгл. College of Arms) (The Times, 1910). Грофовија Мидлсекс је тако добила црвени штит са три закривљена једносекла мача и "саксонском круном". Већу грофовије Есекс додељен је 1932. грб без круне. 
- Краљевина Весекс
- Краљевина Есекс
- Краљевина Источна Англија
- Краљевина Кент
- Краљевина Мерсија
- Краљевина Нортамбрија
- Краљевина Сасекс